# Ritterella mirifica
Ritterella mirifica är en sjöpungsart som beskrevs av Monniot 1983. Ritterella mirifica ingår i släktet Ritterella och familjen klumpsjöpungar.
Artens utbredningsområde är Södra Ishavet. Inga underarter finns listade i Catalogue of Life.